# 有光澪
有光 澪（ありみつ れい、1992年4月22日 - ）は、愛知県名古屋市出身のサッカー選手。

## 来歴
幼少期にサッカーを始め、CA91、刈谷81、エスポルチ藤沢といった個人技の向上に力を入れるクラブでプレー。
宮城県の聖和学園高校に進学し、キャプテンとして同校初の全国大会に出場に貢献。
東海学園大学を経て、渡欧し入団テストの末、モンテネグロリーグのFK BRSKOVOと契約。同クラブはサッカーモンテネグロ代表でラ・リーガのアトレティコ・マドリードなどで活躍したDF ステファン・サヴィッチがかつてユース時に在籍していた。
その後、クロアチアリーグのNK MEDIMURECに移籍しプレー。

## 所属クラブ
- 聖和学園高校
- 東海学園大学
- FKルダル・プリェヴリャ[3]
  -  FKブルスコヴォ（英語版）(レンタル移籍)
- NKメディムレツ・コザラツ（クロアチア語版）